# Marimatha coenogramma
Marimatha coenogramma är en fjärilsart som beskrevs av Paul Mabille 1899. Marimatha coenogramma ingår i släktet Marimatha och familjen nattflyn. Inga underarter finns listade i Catalogue of Life.